# Boleszkowice (powiat szczecinecki)
Boleszkowice (niem. Karlshöhe) – osada w Polsce położona w województwie zachodniopomorskim, w powiecie szczecineckim, w gminie Grzmiąca.